# 希爾伯特第十九問題
希爾伯特第十九問題，是希爾伯特的23個問題之一，有關於變分法的問題，尤其是有關於位勢方程正則性的問題
位勢方程：{\displaystyle {\frac {\partial ^{2}U}{\partial X^{2}}}+{\frac {\partial ^{2}U}{\partial Y^{2}}}=0}
希爾伯特注意到了這個偏微分方程具有某種正則性(regularity)，除此之外，還有一些偏微分方程也有這類的特性，他稱這些具有此特性的方程式為拉格朗日方程，他認為這些方程式的解是可解析的。這個問題在1904年由谢尔盖·伯恩施坦在巴黎大学上交的博士论文中得以解決，他證明了橢圓偏微分方程（位勢方程等拉格朗日方程為橢圓偏微分方程），只要符合某些條件，則它的解必是可解析的，並且在證明出現後，希爾伯特第十九問題、第二十問題及第二十三問題被整合，並且有了相當程度的推廣。